# Кес Сімс
Кес Е́двард Смідс Сімс (нід. Kees Edward Smids Sims; нар. 27 березня 2003) — новозеландський футболіст, воротар шведського клубу ГАІС.

## Клубна кар'єра
У лютому 2021 року дебютував у чемпіонаті Нової Зеландії за резервну команду «Веллінгтон Фенікс» в матчі проти «Гамільтон Вондерерз», вийшовши в стартовому складі, та пропустив два м'ячі. Також в 2021 році виступав за «Вестерн Сабербс» в новозеландській Центральній лізі.
У січні 2022 року перейшов у шведський клуб «Юнгшиле», що виступає в Еттан (третьому дивізіоні чемпіонату Швеції). 15 квітня 2022 року дебютував за нову команду в матчі з «Торном», замінивши у другому таймі травмованого Олівера Бергмана. 22 вересня того ж року підписав з клубом новий контракт до 2025 року.
31 січня 2024 року перейшов в ГАІС, що за підсумками попереднього сезону підвищився до Аллсвенскан, підписавши з клубом трирічний контракт. Дебютував за ГАІС 3 березня 2024 року в матчі Кубка Швеції проти «Ергрюте», замінивши Мергіма Краснікі в другому таймі. 21 квітня 2024 року в поєдинку проти «М'єльбю» дебютував в Аллсвенскан.
16 січня 2025 року продовжив контракт з ГАІС до літа 2028 року.

## Кар'єра в збірній
В березні 2023 року дебютував за збірну Нової Зеландії до 23 років у товариському матчі проти збірної Китаю. У травні 2023 року в складі збірної Нової Зеландії до 20 років виступав на молодіжному чемпіонаті світу в Аргентині. На турнірі провів 4 поєдинки, а новозеландці дійшли до 1/8 фіналу, де поступились одноліткам з США.
9 липня 2024 року потрапив до заявки олімпійської збірної Нової Зеландії для участі в матчах футбольного турніру на літніх Олімпійських іграх 2024 в Парижі. На турнірі був запасним воротарем і на поле не виходив, а новозеландці не вийшли з групи, посівши 3-тє місце.

## Статистика виступів
Станом на 2 березня 2025
| Клуб                     | Сезон             | Чемпіонат         | Чемпіонат | Чемпіонат | Кубок | Кубок | Єврокубки | Єврокубки | Інші  | Інші | Всього | Всього |
| Клуб                     | Сезон             | Дивізіон          | Матчі     | Голи      | Матчі | Голи  | Матчі     | Голи      | Матчі | Голи | Матчі  | Голи   |
| ------------------------ | ----------------- | ----------------- | --------- | --------- | ----- | ----- | --------- | --------- | ----- | ---- | ------ | ------ |
| Веллінгтон Фенікс (рез.) | 2020–21           | Прем'єршип        | 1         | –2        | 0     | 0     | —         | —         | 0     | 0    | 1      | –2     |
| Вестерн Сабербс          | 2021              | Центральна ліга   | 23        | –36       | 0     | 0     | —         | —         | 0     | 0    | 23     | –36    |
| Юнгшиле                  | 2022              | Еттан (Південь)   | 17        | –27       | 0     | 0     | —         | —         | —     | —    | 17     | –27    |
| Юнгшиле                  | 2023              | Еттан (Південь)   | 26        | –35       | 0     | 0     | —         | —         | —     | —    | 26     | –35    |
| Юнгшиле                  | Всього            | Всього            | 43        | –62       | 0     | 0     | 0         | 0         | 0     | 0    | 43     | –62    |
| ГАІС                     | 2024              | Аллсвенскан       | 8         | –11       | 1     | 0     | —         | —         | 0     | 0    | 9      | –11    |
| ГАІС                     | 2025              | Аллсвенскан       | 0         | 0         | 3     | –4    | —         | —         | 0     | 0    | 3      | –4     |
| ГАІС                     | Всього            | Всього            | 8         | –11       | 4     | –4    | 0         | 0         | 0     | 0    | 12     | –15    |
| Всього за кар'єру        | Всього за кар'єру | Всього за кар'єру | 75        | –111      | 4     | –4    | 0         | 0         | 0     | 0    | 79     | –115   |